# Даугава (футбольный клуб, Рига, 2003)
Футбо́льный клуб «Да́угава» Рига (латыш. Futbola klubs „Daugava” Rīga) — латвийский футбольный клуб из Риги.

## История
Основан в 2003 году в Юрмале как ФК «Юрмала», с 2010 года — ФК «Юрмала-VV» (латыш. FK Jūrmala-VV). Домашние матчи проводил на стадионе «Слока» вместимостью 2500 мест. Название «Даугава» — с марта 2012 года после переезда клуба в Ригу на стадион «Даугава».
30 января 2015 года комиссия ЛФФ по лицензированию клубов отклонила заявку «Даугавы» о присвоении лицензии ЛФФ-А, необходимой для участия в сезоне 2015 года. 13 февраля 2015 года комиссия ЛФФ по апелляциям отклонила апелляционную жалобу клуба.
Таким образом, клуб потерял право выступать в Высшей лиге. По состоянию на май 2015 года, у клуба имелись невыполненные обязательства перед ЛФФ, членами ЛФФ и футболистами. 20 мая 2015 года решением правления ЛФФ клуб был исключён из членов федерации.

## Результаты выступлений
| Сезон | Лига        | Место | И   | В   | Н  | П   | Голы    | О   |            | Кубок |
| ----- | ----------- | ----- | --- | --- | -- | --- | ------- | --- | ---------- | ----- |
| 2003  | Первая лига | 1     | 27  | 25  | 2  | 0   | 132‒7   | 77  | 1/2 финала |       |
| 2004  | Высшая лига | 5     | 28  | 8   | 10 | 10  | 30‒33   | 34  | 1/4 финала |       |
| 2005  | Высшая лига | 6     | 28  | 9   | 5  | 14  | 37‒38   | 32  | 1/4 финала |       |
| 2006  | Высшая лига | 6     | 28  | 11  | 4  | 13  | 36‒36   | 37  | 1/4 финала |       |
| 2007  | Высшая лига | 6     | 28  | 7   | 5  | 16  | 28‒51   | 26  | 1/4 финала |       |
| 2008  | Высшая лига | 7     | 30  | 10  | 10 | 10  | 35‒34   | 40  | 1/2 финала |       |
| 2009  | Высшая лига | 4     | 32  | 12  | 4  | 16  | 42‒60   | 40  | Финалист   |       |
| 2010  | Высшая лига | 5     | 27  | 8   | 4  | 15  | 30‒45   | 28  | 1/2 финала |       |
| 2011  | Высшая лига | 8     | 32  | 5   | 6  | 21  | 35‒76   | 21  | 1/4 финала |       |
| 2012  | Высшая лига | 9     | 36  | 5   | 12 | 19  | 42‒79   | 27  | 1/2 финала |       |
| 2013  | Высшая лига | 4     | 27  | 14  | 6  | 7   | 44‒21   | 48  | 1/4 финала |       |
| 2014  | Высшая лига | 7     | 36  | 13  | 4  | 19  | 48‒64   | 43  | 1/4 финала |       |
| Всего | Всего       | Всего | 359 | 127 | 72 | 160 | 539‒544 | 453 |            |       |

## Достижения
Кубок Латвии
- Финалист (1): 2010.

## Официальные лица (2014 год)
| Должность         | Имя                |
| ----------------- | ------------------ |
| Главный тренер    | Арманд Зейберлиньш |
| Помощник тренера  | Арвидас Скрупскис  |
| Помощник тренера  | Денис Качанов      |
| Врач              | Дмитрий Семёнов    |
| Физиотерапевт     | Райвис Берзиньш    |
| Пресс-секретарь   | Юргис Марцинкевич  |
| Работа со СМИ     | Кристапс Озолиньш  |
| Администратор     | Руслан Васильев    |
| Руководителю бюро | Илмарс Блумбергс   |
| Директор          | Владимир Штейнберг |

## Главные тренеры
- Юрий Попков (2003—2006)
- Владимир Бабичев (2006)
- Олег Стогов (2007, январь — июль)
- Гатис Эрглис (июль 2007 — март 2008)
- Владимир Бабичев (март 2008 — сентябрь 2011)
- Юрий Попков (2011—2012)
- Виргиниюс Любшис (2012—2013)
- Александр Страдыньш (2013—2014)
- Арвидас Скрупскис (2014) — и. о.
- Арманд Зейберлиньш (2014)
- Анатолий Писковец (2015)

## Рекорды клуба
- Самая крупная победа: 7:1 (ДЮСШ «Илуксте», 2013).
- Наиболее крупное поражение: 0:10 («Вентспилс», 2007).

## Фарм-клуб
Вторая команда клуба была образована в начале 2004 года. В 2004—2006 годах носила название «Юрмала-2», играя во Второй (2004) и Первой (2005, 2006) лигах. В 2007 и 2008 годах играла в турнире дублёров. После переезда основной команды в Ригу с 2013 года стал называться «Даугава-2».